# Комп'єнські мучениці

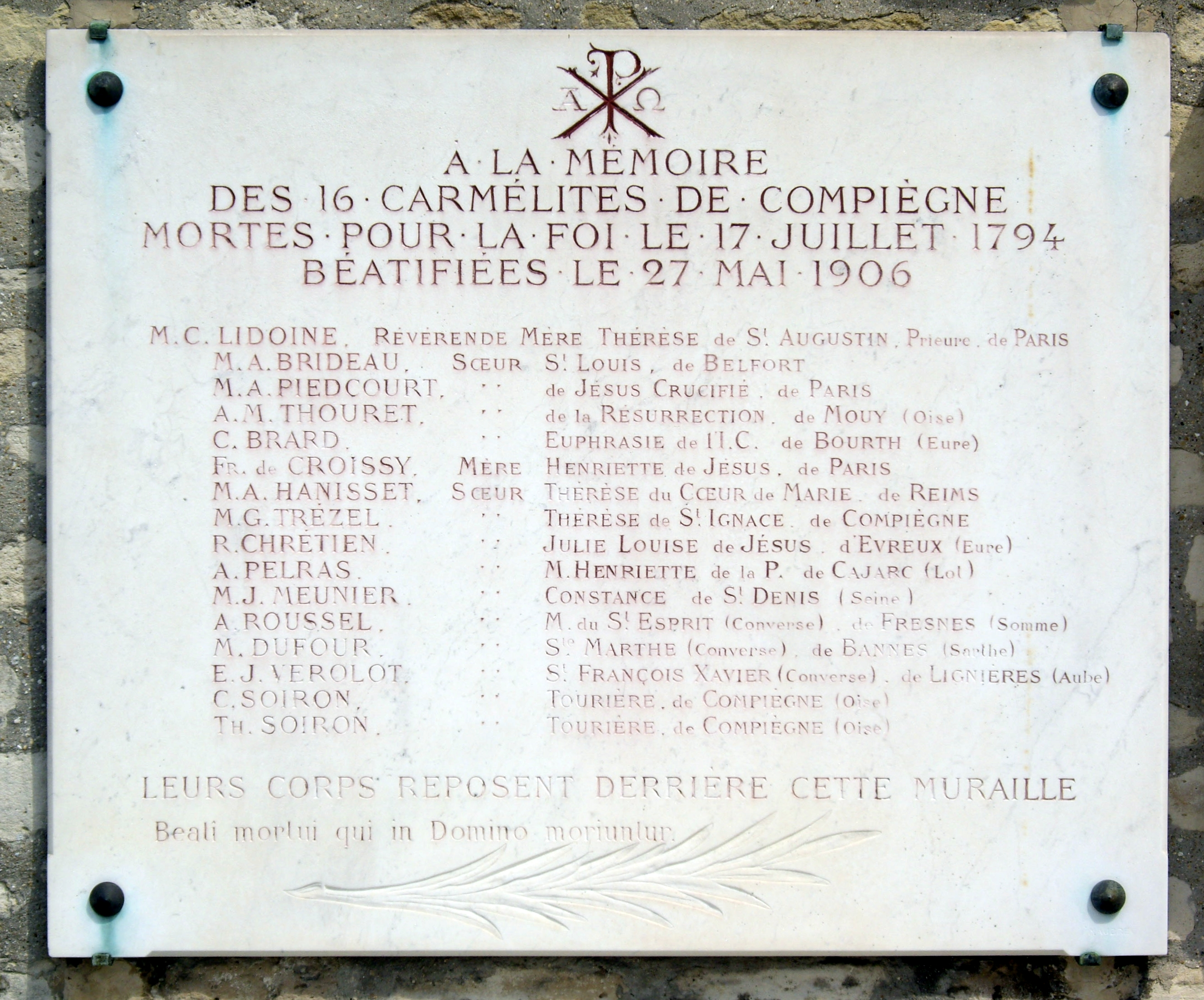
Меморіальна табличка (цвинтар Пікпюс, Париж)

Мучениці комп'єнські (фр. Carmélites de Compiègne, пом. 17 липня 1794, Париж, Франція) — група блаженних Римо-католицької церкви, шістнадцять сестер-кармеліток, страчених у революційному Парижі за правління Максиміліана Робесп'єра за звинуваченням у контрреволюційній діяльності.

## Арешт і страта
У серпні 1789 року Французька революція дісталася міста Комп'єнь: монастир, де мешкали сестри, закрили, а вони самі оселилися в приватних квартирах. Через рік черниці дали обітницю, яка зобов'язувала їх служити не лише свободі, а й рівноправності в своїй країні.
1794 року жінки фіктивно відмовилися від попередньої присяги; втім, влада була незадоволена таким поворотом подій — тоді компроміс духовенства з революціонерами виглядав не в найвигіднішому світлі. Кармеліток заарештували й ув'язнили в Консьєржері. Революційний суд звинуватив їх у фанатизмі з трактуванням «вороги народу, влаштували змову проти його суверенітету». Сестер і служниць гільйотинували на площі Нації.

## Список мучениць
У Парижі страчено чотирнадцять черниць і послушниць, і навіть дві прислужниці (які «не донесли» на інших «нації»).

### Черниці
- Сестра Тереза святого Августина, настоятелька (Марі-Мадлен-Клодина Лідуан, нар. 1752, з Парижа);
- Сестра святого Людовика, помічниця настоятельки (Марі-Анна Брідо, нар. 1752, з Бельфора);
- Сестра Генрієтта Ісуса, колишня настоятелька (Марі-Франсуаза-Габрієлла де Круассі, нар. 1745, з Парижа);
- Сестра Марія Розп'яття Христового (Марі-Анна П'єкур, нар. 1715, з Парижа);
- Сестра Шарлотта Воскресіння Христового[fr], помічниця настоятельки та ризнича (Анна Марі Мадлен Франсуаза Туре, нар. 1715, з Муї);
- Сестра Євфрасія Непорочного зачаття Діви Марії (Марі Клод Сіпрієнна Брар, нар. 1736, з Бурта);
- Сестра Тереза Непорочного Серця Марії (Марі-Анна Аніссе, нар. 1740, з Реймса);
- Сестра Юлія-Луїза Ісуса, вдова (Роза Кретьєн де Невіль, нар. 1741, з Евре);
- Сестра Тереза святого Ігнатія (Марі-Габрієлла Трезель, нар. 1743, з Комп'єня);
- Сестра Марія-Генрієтта Божественного Провидіння (Марі-Анна Пельра, нар. 1760, з Кажара);
- Сестра Констанція, послушниця (Марі-Женев'єва Меньє[fr], нар. 1765, з Сен-Дені).

### Світські сестри
- Сестра святої Марти (Марі Дюфур, нар. 1742, з Барра) — членкиня третього ордену, терціарка;
- Сестра Марія Святого Духа (Анжеліка Руссель, нар. 1742, з Френа) — членкиня третього ордену, терціарка;
- Сестра святого Франциска Ксаверія (Жюльєтта Вероло, нар. 1764, з Ліньєра) — членкиня третього ордену, терціарка.

### Послушниці
- Катрін Суарон, нар. 2 лютого 1742 р., з Комп'єня;
- Тереза Суарон, нар. 1748, з Комп'єня.

## Уславлення
27 травня 1906 року комп'єнських мучениць беатифікував Римський папа Пій X.
День пам'яті в Католицькій церкві — 17 липня.

## У мистецтві
1957 року французький композитор Франсіс Пуленк написав оперу «Діалоги кармеліток», присвячену трагічній долі комп'єнських мучениць.
1960 року за сюжетом новели Гертруди ла Форт «Остання на ешафоті» знято франко-італійський фільм «Діалог кармеліток».